# Pokémon Platinum
Pokémon Platinum Version (ポケットモンスタープラチナ, Poketto Monsutā Purachina, Monstros de Bolso Platinum, que significa Platina quando traduzida do inglês para o português, Platina em japonês é 白金 Shirogane) é um jogo eletrônico de RPG de 2008, faz parte da quarta geração da série de jogos eletrônicos Pokémon, desenvolvido pela Game Freak e publicado pela Nintendo para o Nintendo DS. É a costumeira versão melhorada do jogo anterior da série, Pokémon Diamond e Pearl no caso. Foi lançado em 13 de setembro de 2008 no Japão e em 22 de março de 2009 na América do Norte, na Austrália e na Europa. Os desenvolvedores criaram Platinum com a intenção de torná-lo uma versão mais forte de Diamond e Pearl, que eles descreveram como os títulos Pokémon "definitivos".
No Platinum, os jogadores controlam um personagem masculino ou feminino e começam com um dos três Pokémon dados a eles pelo Professor Rowan. O mascote Pokémon é Giratina, que desempenha um papel central na trama do jogo. Embora tivesse apenas uma forma em Diamond e Pearl, é dada uma nova forma alternativa ao lado de uma nova área chamada Distortion World, que apresenta física alterada da terra normal de Sinnoh, onde o jogo acontece. A jogabilidade permanece fiel ao Pokémon tradicional mecânica. Os jogadores exploram uma grande área, que varia de montanhas a corpos d'água, pastagens, áreas povoadas e extensões de neve. Semelhante aos títulos anteriores, os jogadores têm seus Pokémon lutando em batalhas por turnos contra outros Pokémon.
Pokémon Platinum recebeu uma recepção geralmente positiva, tendo as notas agregadas de 84 e 83.14% no Metacritic e Game Rankings, respectivamente. Suas diferenças foram exaltadas por publicações como a IGN, Nintendo Power e GamePro, apesar de que sua excessiva semelha também foi criticada. A IGN listou-o como o novo melhor jogo de Nintendo DS, assim como o nomeou como um dos melhores RPGs de DS de 2009. Na época, foi o jogo de venda mais rápida do Japão, tendo vendido um total de 7,6 milhões de cópias no final do ano fiscal japonês, terminado em 31 de março de 2010.

## Jogabilidade
Pokémon Platinum é um jogo de RPG com elementos de aventura. Sua mecânica básica é a mesma encontrada em Diamond e Pearl. Como acontece com todos os jogos Pokémon para consoles portáteis até aquele ponto, a jogabilidade é em perspectiva aérea em terceira pessoa e consiste em três telas básicas: um mapa de campo, no qual o jogador navega pelo personagem principal; uma tela de batalha; e o menu, no qual o jogador configura seu grupo, itens ou configurações de jogo. Os jogadores começam o jogo com um Pokémon e podem capturar mais usando Pokébolas. O jogador também pode usar seu Pokémon para lutar contra outros Pokémon. Quando o jogador encontra um Pokémon selvagem ou é desafiado por um treinador para uma batalha, a tela muda para uma tela de batalha baseada em turnos onde o Pokémon luta. Durante uma batalha, o jogador pode usar um movimento, usar um item, trocar o Pokémon ativo ou fugir. Fugir não é uma opção durante as batalhas contra treinadores. Todos os Pokémon têm pontos de vida (HP); quando o HP de um Pokémon é reduzido a zero, ele desmaia e não pode lutar a menos que seja revivido com uma habilidade ou item do Pokémon.
Se o Pokémon do jogador derrotar o Pokémon adversário fazendo-o desmaiar, ele receberá pontos de experiência. Depois de acumular pontos de experiência suficientes, ele subirá de nível; a maioria dos Pokémon evolui para uma nova espécie de Pokémon quando atinge um determinado nível. Além da batalha, capturar Pokémon é o elemento mais importante do Pokémon jogabilidade. Embora os Pokémon de outros treinadores não possam ser capturados, o jogador pode usar Pokébolas em um Pokémon selvagem durante a batalha. Uma captura bem-sucedida adiciona o Pokémon ao grupo ativo do jogador ou o armazena no PC se o jogador já tiver no máximo seis Pokémon. Fatores na taxa de sucesso de captura incluem o HP do Pokémon alvo e a força da Pokébola usada; quanto menor o HP do alvo e mais forte a Pokébola, maior será a taxa de sucesso de captura. Platinum apresenta basicamente os mesmos Pokémon de Diamond e Pearl, com alguns adicionados e outros ausentes. Platinum apresenta o Pokétch, um dispositivo semelhante a um relógio de pulso, introduzido em Diamond e Pearl. Ele apresenta aplicativos simples, como calculadora, mapa, contador e bloco de desenho. Platinum também apresenta o modo subterrâneo, onde os jogadores podem cavar em busca de esferas e fósseis.

### Novos recursos
Platinum adiciona uma área chamada "Wi-Fi Plaza", que apresenta vários minijogos com o tema de espécies de Pokémon e permite que até 20 jogadores estejam presentes nele. Platinum também apresenta o Vs. Gravador, que permite aos jogadores gravar as batalhas travadas na Battle Frontier ou em wi-fi. O Global Trade System (GTS), um serviço que permite aos jogadores negociar anonimamente através de uma conexão Wi-Fi, retorna em Platinum; uma mudança no sistema GTS permite que os jogadores sejam notificados por e-mail quando uma troca for iniciada, embora fora do Japão, esse recurso tenha sido reduzido a apenas uma mensagem no Wii do jogador. Uma variedade de mudanças foram feitas na aparência e disponibilidade de Pokémon; Giratina, Shaymin e Rotom têm novas formas, com Rotom tendo quatro novas formas. Novos itens também são introduzidos para facilitar as mudanças na forma do Pokémon. As novas formas de Giratina e Shaymin podem ser alcançadas usando o Orbe Platinum e a Flor Gracidea, respectivamente. Os trios de Articuno, Zapdos e Moltres, junto com Regice, Regirock e Registeel, foram adicionados ao jogo também. O jogo também adiciona o Battle Frontier, um recurso introduzido pela primeira vez no Pokémon Emerald. Concuros de Pokémon Platinum jogar de forma semelhante ao Diamond e Pearl; eles apresentam três etapas, concedendo fitas ao Pokémon por ter o melhor resultado. Produtos de padaria chamados de Poffins podem ser feitos de bagas e dados aos Pokémon para melhorar certas características, dependendo do tipo de Poffin feito. Além da compatibilidade com Diamond e Pearl, Platinum também é compatível com os jogos de RPG Pokémon de terceira geração disponíveis no Game Boy Advance. Os jogadores podem fazer upload de Pokémon da Platinum para os jogos de Wii Pokémon Battle Revolution e My Pokémon Ranch, embora o último seja compatível apenas com Platinum no Japão. Dois novos personagens, Looker, um investigador, e Charon, um administrador da Equipe Galáctica, são apresentados. Uma adição significativa é o Distortion World, que apresenta física distorcida em comparação com o mundo padrão.

## Enredo e história

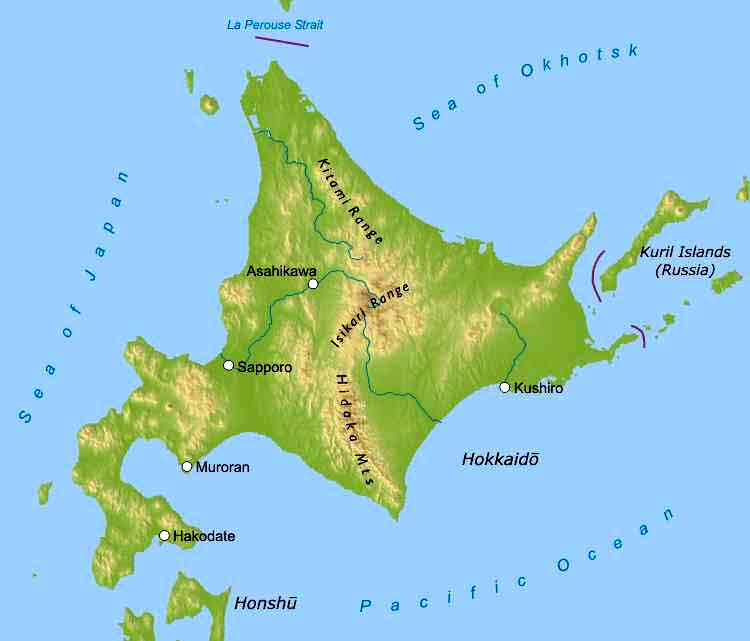
A região de Sinnoh é baseada na ilha japonesa de Hokkaidō

Semelhante a Diamond e Pearl, Platinum se passa na região fictícia de Sinnoh. Em Platinum, há neve no solo em outros locais onde não foi encontrada em Diamond e Pearl, e os personagens dos jogadores e o rival do jogador estão vestidos para um clima mais frio quando comparados com os designs de Diamond e Pearl.
Pokémon Platinum , embora mantendo o mesmo enredo de Diamond e Pearl em sua maior parte, apresenta vários novos elementos a ele. Dois novos personagens são apresentados–o primeiro sendo Charon, um cientista da Equipe Galáctica, e o outro sendo um detetive investigando a Equipe Galáctica sob o codinome "Looker". Giratina também é o foco da trama, enquanto Dialga e Palkia foram os focos de Diamond e Pearl, respectivamente. No entanto, o jogador ainda pode obter Dialga e Palkia, ao passo que, em Diamond e Pearl, o jogador só conseguiu capturar Giratina e o respectivo mascote do jogo.
Como em Diamond e Pearl, os Pokémon iniciais são o Turtwig do tipo Grama, o Chimchar do tipo Fogo e o Piplup do tipo Água.

## Desenvolvimento
Pokémon Platinum foi anunciado pela primeira vez em 15 de maio de 2008, como uma sequência de Pokémon Diamond e Pearl. É na mesma linha de jogos como Pokémon Yellow ou Pokémon Emerald, que são versões aprimoradas de Pokémon Red e Blue e Pokémon Ruby e Sapphire, respectivamente. Ao tentar determinar qual conteúdo alterar de Diamond e Pearl, o designer de jogos Takeshi Kawachimaru sentiu que os designers deveriam se concentrar em mudar apenas as coisas mais importantes para garantir que não fosse muito diferente dos jogos originais. Diretor de jogo Junichi Masuda comentou que, uma vez que projetaram os dois jogos originais como os títulos Pokémon "definitivos", eles tiveram que tornar o Platinum ainda mais forte do que eles.
A mudança no design de Giratina foi uma das primeiras coisas reveladas sobre o Platinum. Ao projetar o novo formulário, eles prestaram atenção aos detalhes; o designer redesenhou Giratina várias vezes, tentando fazer com que parecesse diferente de sua forma em Diamond e Pearl. Eles finalizaram seu design como um "Pokémon de antimatéria". Masuda explicou aos desenvolvedores a antimatéria, bem como a equivalência massa-energia. Ele também explicou o "Monte Fuji invertido", que é o que eles chamam de reflexo do Monte Fuji. Embora Kawachimaru não tenha entendido no início, ele mais tarde os incorporou ao jogo. O Distortion World foi baseado nessas ideias, descritas como o "conceito central" do jogo. Eles também adicionaram os modos Wi-Fi Plaza e Battle Frontier para melhorar a capacidade dos jogadores de compartilhar informações com outros jogadores. Uma ideia que os desenvolvedores queriam incluir era permitir que os jogadores se comunicassem com a família e amigos mais facilmente; os desenvolvedores sentiram que o Battle Frontier percebeu essa ideia.
Os desenvolvedores escolheram chamar o jogo de Platinum por causa de suas observações de que diamante tem um "significado de amor", enquanto pérola tem um "significado de felicidade". Eles explicaram que queriam escolher algo que parecesse "bonito", descrevendo a platina como "diferente de um diamante, diferente de uma gema, diferente de uma pérola, diferente de algo que a natureza cria, algo [que] brilha, algo belo". Eles também criaram a história para ser diferente de Diamond e Pearl, comentando que queriam fazer Giratina parecer "mais divertido, mais interessante, mais legal". Eles adicionaram a nova área de Giratina para tornar a história "mais atraente". Enquanto Diamond e Pearl tinha Líderes de Ginásio que às vezes tinham Pokémon que não combinavam com o tipo em que se concentram, Platinum muda isso para que todos os Pokémon pertencentes a Líderes de Ginásio fossem do tipo apropriado.

### Lançamento e promoção
Foi anunciado pela primeira vez para um lançamento em agosto de 2008 no Japão, sem data de lançamento confirmada no exterior até então. Foi lançado em 13 de setembro de 2008 no Japão, em 22 de março de 2009 na América do Norte, em 14 de maio de 2009 na Austrália, e em 22 de maio de 2009 na Europa. Seu lançamento na América do Norte foi celebrado pela Nintendo em Nova Iorque. Como um bônus para aqueles que encomendaram Pokémon Platinum, a Nintendo distribuiu figurinhas Giratina nos Estados Unidos. O espaço expandido foi dado a mercadoria Pokémon na Toys "R" Us para Pokémon Platinum, que incluía um conjunto de cartas Pokémon Trading Card Game baseado no nome Platinum. Eles também organizaram vários eventos para obter Pokémon raros.

## Recepção

### Pré-lançamento
McKinley Noble da GamePro comentou que ele antecipou o lançamento inglês de Platinum. 1UP.com comentou que os fãs não ficarão "querendo", afirmando "uma vez que você se aventurar de volta natoca do coelho Pokémon, você não voltará por um tempo". Craig Harris do IGN comentou que aqueles que procuram algo particularmente novo no Platinum, como um novo método de controle, ficariam desapontados, acrescentando que os controles pareciam "desajeitados". No entanto, ele observou que aqueles que jogaram Diamond e Pearl irão adorar por seus novos recursos e Pokémon disponíveis. Em outra prévia, Harris comentou que aqueles que jogaram Diamond ou Pearl terão que decidir se vale a pena comprar o jogo pelos novos recursos, enquanto aqueles que não jogaram devem comprá-los se estiverem interessados em jogar um jogo Pokémon.

### Recepção crítica
Pokémon Platinum tem recebido uma recepção geralmente positiva. Possui uma pontuação agregada de 84/100 e 83,14% no Metacritic e GameRankings, respectivamente. É o 56º jogo do Nintendo DS com melhor classificação no Game Rankings. The Anglo-Celt considerou -o um jogo sólido e divertido para aqueles que ainda não jogaram Diamond e Pearl. McKinley Noble da GamePro chamou-lhe um grande jogo, chamando outras versões terceiros de linha principal dos títulos de Pokémon "leve" em comparação. Famitsu elogiou Pokémon Platinum. Um dos críticos comentou que os jogadores estão "ganhando muito com seu dinheiro", enquanto outro comentou que aqueles que jogaram Diamond e Pearl não achariam "mais do mesmo". Outro revisor elogiou não apenas os recursos, mas também a jogabilidade aprimorada. O quarto revisor encontrou a falha em ser "Diamond e Pearl no núcleo" e como resultado, "encher sua Pokédex do zero é difícil." Chris Scullion, da Official Nintendo Magazine, chamou-o de "jogo Pokémon definitivo", embora tenha notado que isso se devia ao fato de ser uma versão atualizada de Diamond e Pearl. Nintendo Power chamou de "tudo que uma experiência Pokémon  [sic] deve ser, e muito mais."
Zachary Miller, da Nintendo World Report, comentou que os jogadores esgotados com Diamond e Pearl não teriam muito incentivo para jogar Platinum, mas, por outro lado, disse que Platinum é o "melhor jogo de Pokémon já feito". Zippy, da Hardcore Gamer, citou sua missão principal, sistema de batalha e opções multijogador para explicar porque "é o melhor RPG portátil disponível no momento". Games (TM) comentou que a profundidade da jogabilidade de Platinum foi mais profunda do que "MMO mais hardcore pode gabar-se". Toastfarmer da PALGN chamou-o de "joia da coroa" do Nintendo DS, dizendo que era um "jogo profundo, envolvente e virtualmente sem fim". Robert Workman da GameDaily comentou que, enquanto os gráficos e jogabilidade poderia ter sido alterado mais do que eles, que "vai marcar com incondicional fanático e novatos iguais." Adriaan den Oudenda da RPGamer comentou que, embora fosse semelhante ao Diamond e Pearl, o Pokédex expandida torna "muito mais agradável." Jkdmedia da GameZone comentou que, enquanto Diamond e Pearl eram grandes, Platinum foi simplesmente bom. Ele acrescentou que era um "deve possuir" para aqueles que nunca jogaram Diamond ou Pearl, mas não para mais ninguém.
Dan Pearson da Eurogamer comentou que aqueles que procuram um RPG tradicional para o Nintendo DS deveriam comprar algo como Chrono Trigger, Dragon Quest IV ou V, ou os remakes de Final Fantasy, embora ele tenha notado que aqueles que procuram um título Pokémon devem obter Platinum. Ricardo Madeira, da Eurogamer Portugal, chamou-o "a terceira versão de Pokémon mais completa e distinta que ele viu até agora". Craig Harris da IGN comentou que enquanto as melhorias ao longo Diamond e Pearl não eram enormes, seu modo aventura e modo online eram mais elaborados e expandidos. Eles também incluiu em sua lista de jogos de Nintendo DS da temporada de primavera, comentando que ele melhorou em fórmula de jogo Diamond e Pearl, e foi "acima e além com novas áreas, personagens, e, claro, Pokémon  [sic]". Em seu artigo "Cheers & Tears: DS RPGs", que detalha os jogos RPG de alta e baixa qualidade, IGN incluiu Platinum' como um jogo de alta qualidade. Eles o chamaram de "repleto de conteúdo transbordante", comentando que mesmo aqueles que jogaram Diamond e Pearl várias vezes poderia apreciá-lo. IGN finalmente nomeou Platinum, junto com Diamond e Pearl, como o nono melhor jogo Nintendo DS. IGN o nomeou como o melhor jogo de RPG para o Nintendo DS, enquanto seus leitores o escolheram como o melhor jogo multijogador para o Nintendo DS.
Games Master UK o chamou de "um dos RPGs mais recompensadores e substanciais", enquanto Rich Stanton da NGamer UK o chamou de "um dos melhores jogos de estratégia já feitos". John Tucker da RPG Fan, comentou que os jogadores de Diamond e Pearl estariam interessados apenas em seu modo online expandido. A Game Informer comentou que se alguém estava procurando um jogo de RPG e não jogou Diamond ou Pearl, esse é "absolutamente o caminho a percorrer". Justin Haywald, da 1UP.com, chamou-o de o melhor jogo Pokémon, embora tenha notado que não era muito diferente de Diamond e Pearl. GameTrailers comentou que os fãs da série e aqueles que apreciam os jogos de RPG iriam gostar, mas culparam jogos como Platinum por serem a razão pela qual alguns perderam o interesse na série. Shiva Stella da GameSpot comentou que, enquanto não fresco, que era o melhor "edição especial ainda." Joe Dodson da GameRevolution comentou que enquanto ele não era "tirar o fôlego", era um dos "maiores e mais profundos fenómenos em jogo." CESA deu Platinum um dos nove prêmios de excelência.

### Vendas
O lançamento de Pokémon Platinum foi creditado pelo aumento das vendas do Nintendo DS no Japão em setembro de 2008. Vendeu mais de um milhão de cópias no Japão em cerca de três dias, tornando-se o jogo de venda mais rápida na região naquela época. Vendeu 315.000 cópias em sua segunda semana, totalizando 1,3 milhão de cópias em nove dias. Pokémon Platinum ficou em segundo lugar em outra semana, vendendo 195.000 cópias; ficou em primeiro lugar e vendeu 122.000 na semana seguinte. Em 23 de outubro, Pokémon Platinum foi o segundo jogo mais vendido na semana respectiva, com vendas superiores a 72.000 cópias. Suas vendas atuais na época eram de 1,75 milhão. Ele voltou à lista dos 10 primeiros no início de dezembro devido à falta de novos lançamentos. Em 31 de dezembro de 2008, Pokémon Platinum vendeu 2,12 milhões de cópias no Japão. Foi o quinto jogo Nintendo DS mais vendido na semana de 12 de fevereiro de 2009. Na semana que terminou em 9 de julho de 2009, foi o segundo jogo Nintendo DS mais vendido. Na semana que terminou em 23 de julho de 2009, foi o quinto jogo Nintendo DS mais vendido. Caiu da lista dos 10 primeiros em julho de 2009.
Na América do Norte em março de 2009, Pokémon Platinum ficou em segundo lugar na tabela dos 10 jogos eletrônicos mais vendidos, vendendo mais de 805.000 cópias de 22 de março a 4 de abril. Na semana que terminou em 26 de março, foi o segundo jogo Nintendo DS mais vendido. Na semana que terminou em 9 de abril, foi o jogo Nintendo DS mais vendido. Ele ficou em segundo lugar em abril e maio de 2009. Foi o quarto jogo Nintendo DS mais vendido na semana que terminou em 11 de junho de 2009. Na semana que terminou em 9 de julho de 2009, foi o quinto jogo Nintendo DS mais vendido. Na semana que terminou em 23 de julho de 2009, foi o terceiro jogo Nintendo DS mais vendido. MarketWatch observou-o como um forte vendedor em julho de 2009, um mês considerado em queda nas vendas. Pokémon Platinum foi o décimo videogame mais vendido de 2009, vendendo mais de 2 milhões de cópias.
No Reino Unido, Pokémon Platinum foi o segundo jogo Nintendo DS mais vendido na semana que terminou em 11 de junho de 2009. Para a semana que terminou em 20 de junho de 2009, Pokémon Platinum caiu fora da tabela dos 10 jogos eletrônicos mais vendidos do Reino Unido. Na semana que terminou em 9 de julho de 2009, foi o segundo jogo Nintendo DS mais vendido. Na semana que terminou em 23 de julho de 2009, foi o quarto jogo Nintendo DS mais vendido.
Pokémon Platinum foi o quarto jogo mais vendido em todo o mundo no terceiro trimestre de 2008, vendendo aproximadamente 1.482.000 cópias. No terceiro trimestre de 2009, Pokémon Platinum vendeu mais de 2 milhões de cópias. Na América do Norte e regiões PAL, Pokémon Platinum vendeu 3,75 milhões de cópias em 7 de maio de 2009. Em 14 de agosto de 2009, Pokémon Platinum vendeu mais de 5,66 milhões de cópias em todo o mundo. Em 30 de outubro de 2009, Pokémon Platinum vendeu 6,39 milhões de cópias em todo o mundo. Em 31 de março de 2010, as vendas mundiais do jogo alcançaram 7,06 milhões.